# Выпуск 1839 года (Вест-Пойнт)
Выпуск 1839 года в американской военной академии Вест-Пойнт дал стране 10 генералов. 17 выпускников этого года стали участниками гражданской войны, из них 3 сражались на стороне Юга, 14 — на стороне Севера. Среди выпускников этого года были верховный главнокомандующий армии США Генри Халлек и главный военный инженер Конфедерации Джереми Джилмер. На этом же курсе учились будущий генерал Льюис Армистед (отчислен в 1836 году) и будущий генерал Джон Робинсон (отчислен в 1838).
Суперинтендантом академии в 1839 году был Ричард Делафилд.
| Имя                | ранг | штат | звание                  | примечания |
| ------------------ | ---- | ---- | ----------------------- | --- |
| Исаак Стивенс      | 1    | MAS  | генерал-майор           | Участник мексиканской войны, губернатор территории Вашингтон, генерал федеральной армии во время гражданской войны, погиб в сражении при Шантильи.                     |
| Роберт Батлер      | 2    | VA   | второй лейтенант        | Преподавал инженерное дело в Вест-Пойнте, умер в 1843 году |
| Генри Халлек       | 3    | NY   | генерал-майор           | Участник мексиканской войны, преподаватель Гарварда, верховный главнокомандующий армии США (1862—1864).                                                                |
| Джереми Джилмер    | 4    | NC   | генерал-майор           | Военный инженер, преподаватель Вест-Пойнта, главный инженер армии Конфедерации.                                                                                        |
| Генри Смит         | 5    | ME   | капитан                 | Преподавал в Вест-Пойнте математику, инженерное дело, географию и историю (1839—1840), умер в 1853                                                                     |
| Майкл Калбертсон   | 6    | PA   | второй лейтенант        | Покинул армию в 1841 году, работал миссионером в Китае, автор китайского перевода Библии и многих религиозных текстов на английском и китайском языках.                |
| Джордж Том         | 7    | NH   | полковник               | Участник мексиканской войны (адъютант при генерале Пирсе), военный инженер в годы гражданской войны.                                                                   |
| Франклин Кэллендер | 8    | NY   | полковник               | Участник Семинольской войны и Мексиканской войны, шеф артиллерии штата Миссури и департамента Миссури.                                                                 |
| Генри Бёртон       | 9    | NY   | врем. бригадный генерал | Преподавал в Вест-ПОйнте пехотную тактику и артиллерию, участник мексиканской войны, во время гражданской войны — инспектор артиллерии и шеф артиллерии 18-го корпуса. |
| Джозеф Хаскин      | 10   | NY   | бригадный генерал       | участник мексиканской войны, в годы войны командовал северными фортами Вашингтона.                                                                                     |
| Генри Крафтон      | 11   | MAS  | капитан                 | Участник войны с Мексикой и Семинольской войны, покинул армию в 1854 году.                                                                                             |
| Джеймс Ранкин      | 12   | PA   | первый лейтенант        | Умер в 1845 в Саванне о несчастного случая |
| Александр Лоутон   | 13   | SC   | бригадный генерал       | Покинул амию в 1849, служил полковником джорджианского ополчения, сенатор, генерал армии Конфедерации.                                                                 |
| Генри Джадд        | 14   | CT   | вр. подполковник        | участник Семинольской войны и Мексиканской войны, на тыловой службе в годы гражданской войны                                                                           |
| Люциус Аллен       | 15   | NY   | второй лейтенант        | Преподавал в Вест-Пойнте пехотную тактику и артиллерийское дело, уволился в 1846.                                                                                      |
| Джеймс Рикеттс     | 16   | NY   | генерал-майор (вр.)     | участник мексиканской войны и Третьей семинольской войны, генерал федеральной армии в годы гражданской войны.                                                          |
| Эдвард Орд         | 17   | MD   | генерал-майор           | Участник мексиканской войны и индейских войн, корпусной командир федеральной армии в годы гражданской войны.                                                           |
| Джозеф Бойд        | 18   | TN   | второй лейтенант        | участник Второй семинольской войны, уволился из армии в 1841 году. |
| Генри Хант         | 19   | MI   | генерал-майор (вр.)     | участник мексиканской войны, артиллерист-теоретик, автор пособия по артиллерийскому делу, шеф артиллерии Потомакской армии.                                            |
| Уильям Ирвин       | 20   | -    | полковник               | участник мексиканской войны, умер в 1852 году. |
| Уильям Смит        | 21   | NY   | первый лейтенант        | умер в 1849 |
| Самуэдь Доусон     | 22   | PA   | полковник               | участник мексиканской и семинольской войн, подполковник 15-го пехотного полка.                                                                                         |
| Огастус Гибсон     | 23   | ME   | подполковник            | участник мексиканской и семинольской войн, офицер-артиллерист в годы гражданской войны.                                                                                |
| Элиазер Пейн       | 24   | O    | бригадный генерал       | генерал федеральной армии |
| Гарретт Берри      | 25   | MD   | первый лейтенант        | участник мексиканской войны, покинул армию в 1847, погиб в 1860 во время столкновения судов на озере Мичиган.                                                          |
| Чарльз Уиклифф     | 26   | KY   | полковник               | участник мексиканской войны, в годы гражданской войны командовал 7-м кентуккийским полком армии Конфедерации. Погиб в сражении при Шайло.                              |
| Томас Хантон       | 27   | KY   | -                       | отказался от присвоения звания и покинул армию после выпуска. |
| Эдгар Гейтер       | 28   | KY   | капитан                 | Покинул армию в 1840 году, снова вернулся во время Мексиканской войны.                                                                                                 |
| Уильям Корн        | 29   | PA   | второй лейтенант        | участник Семинольской войны, уволился в 1840 |
| Эдвард Кэнби       | 30   | KY   | бригадный генерал       | участник мексиканской войны, генерал федеральной армии, убит индейцами в 1873.                                                                                         |
| Джон Хилл          | 31   | PA   | первый лейтенант        | участник мексиканской войны, умер в 1847 году. |

| Выпускники 1839 года                                                             |
| -------------------------------------------------------------------------------- |
| - Генри Халлек - Джеймс Рикеттс - Эдвард Кэнби - Исаак Стивенс - Джереми Джилмер |